# 毛莨叶报春
毛莨叶报春（學名：Primula cicutariifolia）为报春花科报春花属下的一个种。

## 扩展阅读
- 維基物種上的相關：毛莨叶报春